# Абакиров, Эмильбек
Эмильбек Абакиров Абакирович (кирг. Эмилбек Абакиров; 18 марта 1929, Орток, Киргизская АССР — 22 января 2022) — советский и киргизский деятель профсоюзного движения, государственный и общественный деятель. Народный депутат СССР (1989—1991), член КПСС.

## Биография
Эмильбек Абакиров родился в селе Ак-Кудук (ныне — Кочкорского района Нарынской области). По национальности киргиз. После окончания школы являлся рабочим совхоза «Шамси», племхоза «Кегеты», счетоводом Каратюбинского сельпо Чуйского района. Обучался во Фрунзенском кооперативном техникуме, затем на историческом факультете Киргизского государственного университета. Окончил последний с отличием в 1953 году, после чего работал преподавателем и секретарём комитета комсомола Ошского пединститута.
В дальнейшем был избран секретарём по пропаганде и агитации Ошского обкома комсомола. С 1960 г. работал в обкоме партии. Весной 1970 г. избран 1-м секретарём Ошского горкома партии. Но через полтора года Абакиров переведён на должность первого заместителя заведующего отделом оргпартработы ЦК Компартии Киргизии. В декабре 1973 года избран председателем Киргизского республиканского совета профсоюзов. На этом посту работал до октября 1995 г.
В дальнейшем работал заместителем генерального директора отеля «Достук», с 2007 г. советником генерального директора этого же отеля.
Избирался делегатом XXV съезда КПСС (1976), XXVI съезда КПСС (1981). В 1989 г. избран народным депутатом СССР от профессиональных союзов. Являлся депутатом Верховного Совета Киргизской ССР четырех созывов. Являлся членом Комиссии Совета Национальностей по национальной политике и межнациональным отношениям.
Скончался 21 января 2022 года на 93-м году жизни.

## Награды
- Награждён почётной грамотой Кыргызской Республики (24.05.1995).
- 17 марта 2009 года Президент Киргизстана Курманбек Бакиев наградил Э.Абакирова орденом «Манас» III степени.